# John Charles Manning
John Charles Manning, född 1962 i Pietermaritzburg, är en sydafrikansk botaniker verksam vid South African National Biodiversity Institute.
Auktorsnamnet J.C.Manning kan användas för John Charles Manning i samband med ett vetenskapligt namn inom botaniken; se Wikipediaartiklar som länkar till auktorsnamnet.